# Iporã do Oeste
Iporã do Oeste là một đô thị thuộc bang Santa Catarina, Brasil. Đô thị này có diện tích 202,369 km², dân số năm 2007 là 9091 người, mật độ 37,6 người/km².